# Helen Gahagan Douglas
Helen Gahagan Douglas (nata Helen Mary Gahagan; Boonton, 25 novembre 1900 – New York, 28 giugno 1980) è stata un'attrice e politica statunitense.

## Biografia
Nata in New Jersey, è cresciuta a Brooklyn. Ha iniziato la sua carriera a Broadway negli anni '20. Nel 1927, all'età di 26 anni, iniziò l'attività di cantante d'opera, girando anche in Europa prima di tornare a Broadway, dove ha recitato insieme all'attore Melvyn Douglas, che diventa suo marito nel 1931. L'attrice mantenne anche il suo cognome da nubile. La coppia ebbe due figli.
Nel 1935 a Hollywood recita nel film La donna eterna, basato sul romanzo omonimo di H. Rider Haggard. La sua interpretazione è servita da ispirazione per la Regina Cattiva Grimilde del film del 1937 Biancaneve e i sette nani prodotto da Walt Disney.
Introdotta alla politica, si unì al Partito Democratico poco dopo l'elezione di Franklin Delano Roosevelt a 32º Presidente degli Stati Uniti, intorno al 1932. I Douglas si unirono alla Hollywood Anti-Nazi League e nel 1939 parteciparono al movimento che chiedeva il boicottaggio da parte degli Stati Uniti contro i beni prodotti nella Germania nazista.
Gahagan Douglas è stata membro del comitato consultivo nazionale della Works Progress Administration e del comitato statale della National Youth Administration nel 1939 e 1940. Ha svolto altri ruoli in California, fino a diventare membro della Camera dei rappresentanti, dal gennaio 1945 al gennaio 1951, per tre mandati alla Camera in rappresentanza del 14º distretto.
Nelle elezioni del Senato del 1950 in California, si candidò senza successo al Senato degli Stati Uniti, perdendo contro il Repubblicano Richard Nixon. La Douglas lo ribattezzò Tricky Dicky ("l'infido Riccardino") per i mezzi sleali usati nella campagna elettorale: l'appellativo (o quello, equivalente, di Dick the Trick) lo accompagnò nel corso di tutta la sua esistenza. Dick era anche il diminutivo con cui veniva chiamato da amici e familiari.
Nel 1952 tornò a recitare, senza lasciare la politica, visto che fece una campagna in favore di John F. Kennedy, che corse con successo alle elezioni presidenziali del 1960 contro Nixon.
Nel 1979 il Barnard College le conferì la "Barnard Medal of Distinction". Morì l'anno seguente all'età di 79 anni, con il marito Melvyn Douglas al suo fianco.

## Filmografia parziale
- La donna eterna (She), regia di Lansing C. Holden e Irving Pichel (1935)